# محمد تقي الإصفهاني
السيد محمد تقي الموسوي الإصفهاني الأحمد آبادي (1301 هـ - 1348 هـ). هو رجل دين ومؤلِّف شيعي إيراني، وهو شاعر ينظم الأشعار باللغة الفارسيَّة وتخلُّصه في شعره تقي وفي أحياناً قليلة شرعي زاده، وله كذلك أشعار قليلة باللغة العربيَّة. وأما في التأليف فكان مؤلَّفاً لعدد من الكتب الفارسيَّة والعربيَّة، ومن أشهرها كتابه العربي مكيال المكارم في فوائد الدعاء للقائم.
والإصفهاني نسبة إلى مدينة إصفهان الإيرانيَّة حيث ولد ونشأ فيها وعاش فيها إلى آخر أيَّام حياته، وكانت ولادته سنة 1301 هـ، وأمَّا وفاته فكانت سنة 1348 هـ، وقد ذكر عمر كحالة في ترجمته له في معجم المؤلفين أن وفاته كانت في همدان، وقد نبَّه بعض الباحثون إلى أن ما ذكره كحالة لا يعدو كونه اشتباهاً منه فإنَّ كل المصادر التي ترجمت للإصفهاني تذكر أن وفاته كانت في إصفهان.

## مؤلفاته
للأحمد آبادي مؤلَّفات باللغتين العربيَّة والفارسيَّة ومنها:
| - تذكرة الطالبين في نظك آداب المتعلمين. - مكيال المكارم في فوائد الدعاء للقائم. عربي. - كنز الغنائم في فضل الدعاء للقائم. فارسي. - أبواب الجنات في آداب الجمعات. فارسي. - بساتين الجنان في المعاني والبيان. - آداب صلاة الليل. عربي. - وظيفة الأنام في زمن غيبة الإمام. فارسي، وقد عرَّبه أبو أحمد الكاظمي. - نور الأبصار في فضيلة الإنتظار. فارسي أورده الطهراني بعنوان نور الأبصار وفضيلة الانتظار. | - سراج القبور. في آداب صلاة الليل. - توضيح الشواهد. شرح توضيحي لكتاب جامع الشواهد. - ترغيب الطلاب إلى علوم الأعراب. في النحو. - أنيس المتفردين. - تحفة المتأدبين في شرح هداية الطالبين. - كتاب المنابر. - ديوان شعر. وتخلَّصه في شعره تقي. - محاسن الأديب في دقائق الأعاريب. |